# Ajanta-Höhlen

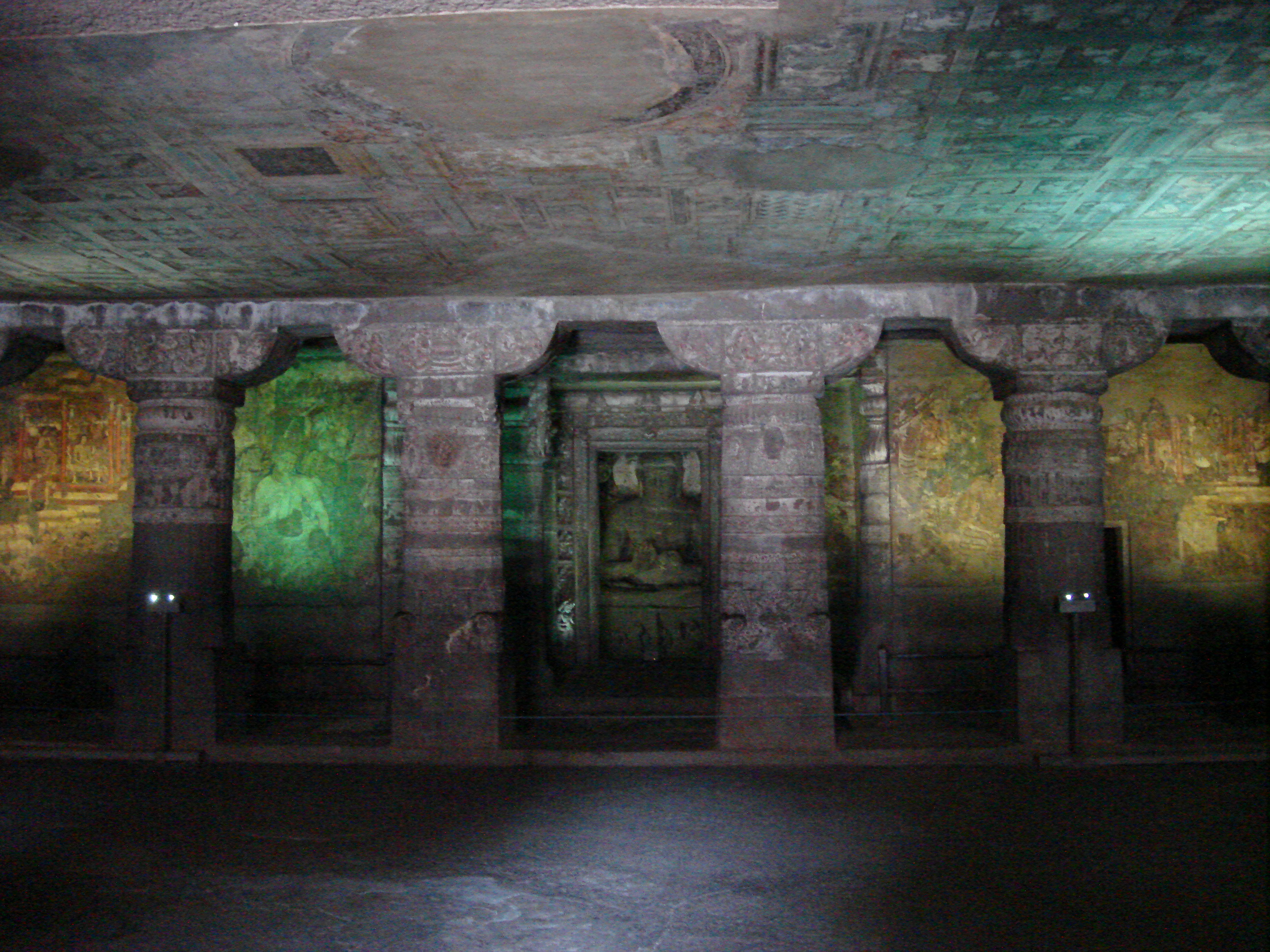
Höhle 1, Vihara mit sitzendem Buddha sowie Wand- und Deckenmalereien

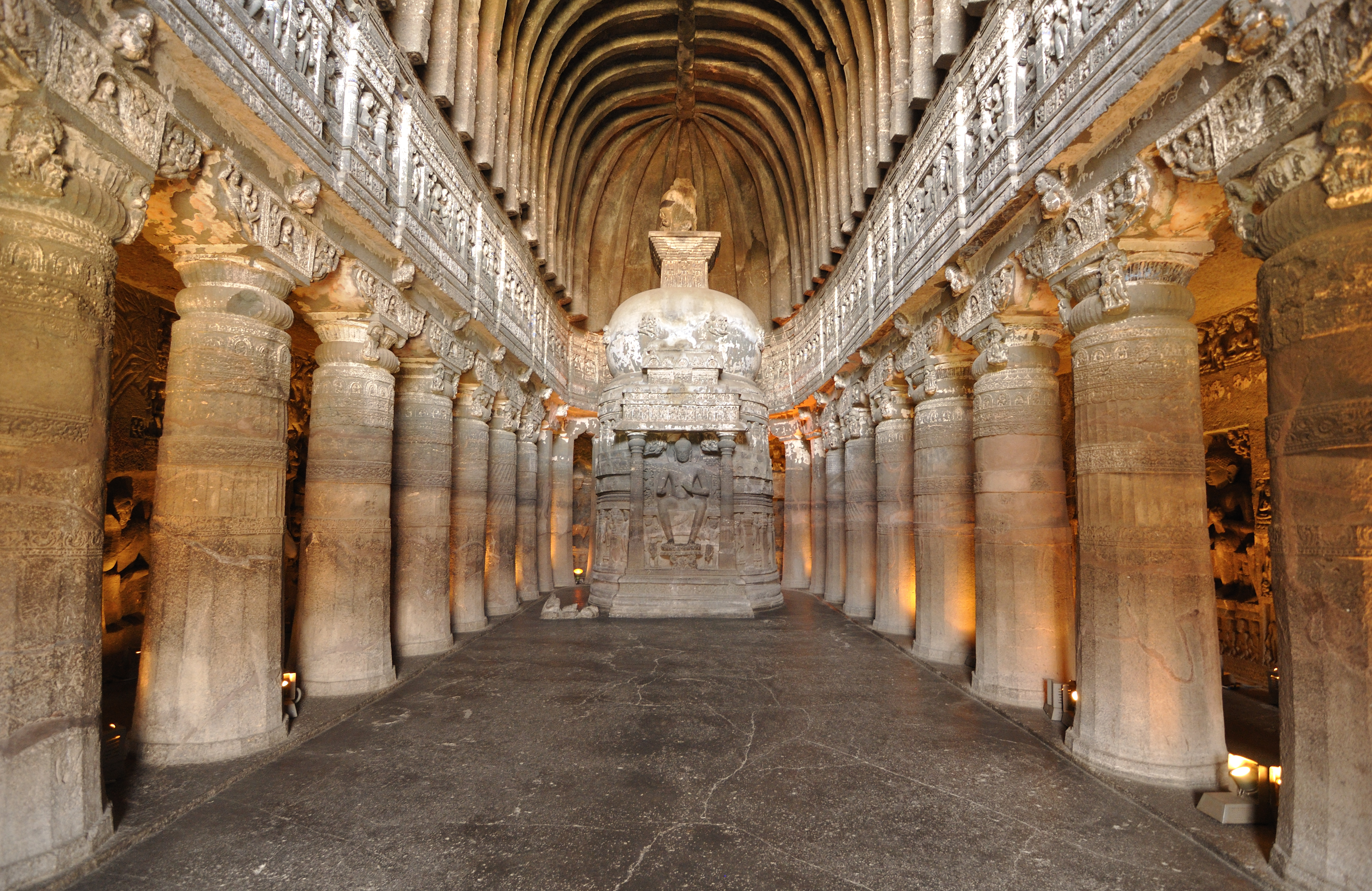
Höhle 26, Chaitya-Halle

Die seit dem Jahr 1983 zum UNESCO-Weltkulturerbe zählenden Ajanta-Höhlen im Bundesstaat Maharashtra gehören – neben denen von Ellora – zu den meistbesuchten Kulturstätten Indiens.

## Lage
Die Höhlen liegen in einem Talkessel etwa 4 km (Luftlinie) westlich der Kleinstadt Ajanta (Marathi अजिंठा, Ajiṇṭhā) im Norden des indischen Bundesstaates Maharashtra. Die nächste Stadt mit einer Bahnstation, Jalgaon, ist rund 77 km entfernt, doch meist werden die Höhlen im Rahmen einer Tagestour zusammen mit denen von Ellora von der knapp 100 km südlich gelegenen Stadt Aurangabad angefahren. Von dort verkehren auch öffentliche Busse und Taxis.
In einem steil durch den – nur in und nach der Monsunzeit wasserführenden – Fluss Waghora in den Fels eingeschnittenen, U-förmigen Tal findet man zahlreiche in den Fels getriebene, große Höhlentempel.

## Geschichte
Vom 2. Jahrhundert vor bis zum Ende des 7. Jahrhunderts nach der Zeitenwende war das Tal von buddhistischen Mönchen bewohnt. Während der Vakataka-Dynastie im 5. Jahrhundert wurden die meisten Höhlen gebaut, wenngleich die Vertreter des Vakataka als Anhänger des Brahmanismus selbst nicht Hand anlegten. Die Baumeister waren anfänglich die Mönche selbst; später wurden die einfachen, vielleicht aber auch Teile der komplizierteren Arbeiten von geschulten und bezahlten Steinmetzen erledigt. Nach offizieller Zählung des Archaeological Survey of India wurden 29 große Höhlen in den Fels getrieben; diese waren bis zu 30 m breit und tief (Höhle 4) und ca. 4 bis 8 m hoch. Aus verschiedenen Gründen (schmucklose Stützen und Architrav, anikonischer Stupa) kann man davon ausgehen, dass die Höhle 10 die älteste aller Höhlen von Ajanta ist und im 2. Jahrhundert v. Chr. geschaffen wurde. Die Bauphasen und Meißelzeiten schwanken je nach Größe und Dekor pro Höhle zwischen 1 und 5 Jahren. Im 7./8. Jahrhundert erreichte eine Welle der Feindlichkeiten gegen Buddhisten in ganz Indien auch dieses abgeschiedene Tal. Die Mönche wurden vertrieben; die Höhlen gerieten in Vergessenheit und wurden im Laufe der Zeit vom Verwitterungsschutt der darüberliegenden Felswände verdeckt.
Im April 1819 passierte eine Truppeneinheit der britischen Madras-Armee das Ajanta-Ghat. Während einer Tigerjagd ergründete der britische Kavallerieoffizier John Smith die kaum zugängliche Schlucht und entdeckte die seit Jahrhunderten verwaisten Höhlentempel (in Höhle 10 hinterließ er eine kurze Inschrift). Weitere Höhlen wurden nach und nach freigelegt.

## Architektur
Von den insgesamt 29 Höhlen sind nur vier (Nrn. 9, 10, 19 und 26) als längserstreckte Hallenräume reine Kulthöhlen (chaityas). Die meisten anderen Höhlen sind Wohnhöhlen (viharas) mit einem Kultbildraum für eine Buddhafigur oder sogar reine Wohnhöhlen. Die gemischten Wohnhöhlen mit Kultbildraum bestehen oft aus einer quergelagerten Vorhalle mit Stützenstellung und einer anschließenden Stützenhalle mit Umgang, von dem die Zellen abgehen. Die Eingangsseite hat meist einige Fenster. In der Achse des Eingangs befindet sich ein mit Stützenstellung abgetrennter Raum für eine raumhohe Buddhafigur, in einigen Höhlen zusätzlich mit einem Vorraum. Die quadratischen aber auch rechteckigen Wohnhöhlen sind oft breiter als tief, wohingegen die dreischiffigen, im hinteren Bereich abgerundeten reinen Kulthöhlenhallen insgesamt eher schmal, aber sowohl tiefer als auch höher als die Wohnhöhlen sind – bei ihnen werden Anlehnungen an die ältere, aber nicht erhaltene Holzbauweise deutlich (z. B. in den Dachsparren). Beim Betreten der gemischten vihara-Höhlen wird der Blick meist auf eine gegenüberliegende Nische mit einer aus dem Fels gehauenen sitzenden Buddha-Statue gelenkt; der Blickfang in den chaitiya-Höhlen ist dagegen ein Stupa mit einer manchmal davor befindlichen Buddha-Statue.

## Malereien

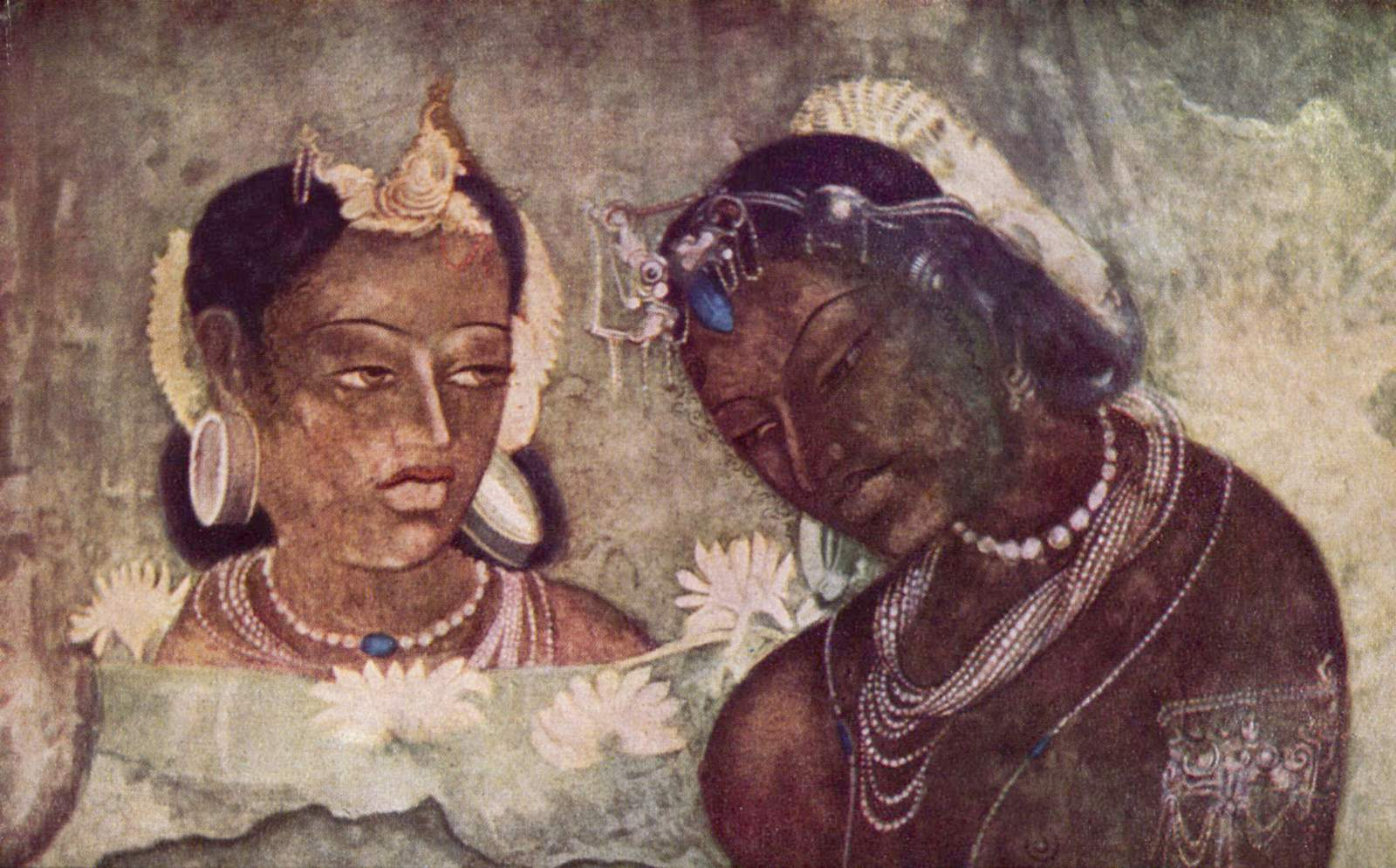
Höhle 1: Prinzessin und Dienerin

Die bedeutendsten Höhlen wurden mit Wandputz versehen, auf dem mit Mineralfarben Szenen aus dem Leben Buddhas dargestellt sind, die sich sehr wahrscheinlich am höfischen Leben der Zeit ihrer Entstehung orientieren – interessant sind hier vor allem die Frisuren, die Kleidung und der Schmuck der Frauen. In einer Höhle huldigen zwei Krieger dem Buddha, der eine in chinesischer und der andere in römischer Soldatenkleidung – es muss also bereits damals ein kultureller Austausch zwischen Indien und dem Mittelmeerraum stattgefunden haben. Da das römische Reich zur Zeit seiner maximalen Ausdehnung auch das Gebiet Mesopotamiens umfasste, reichte möglicherweise eine Verbindung dorthin für die Kenntnis römischer Uniformen.
Die Maler beherrschten die Trompe-l’œil-Malerei so gut, dass dem Betrachter in einer anderen Szene ein gemalter Balkon entgegen zu ragen scheint.

## Die einzelnen Höhlen

### Höhle 1
Höhle Nr. 1 ist ein Vihara mit einem Vorhof, einer vorgelagerten Veranda, einem rechteckigen Hauptraum von 35,7 m × 27,6 m mit einem Säulenumgang von 20 skulptierten Stützen, einem Kultbildraum mit vorgelagertem kleinen Vorraum in der Mittelachse. An den Seitenwänden gehen die 12 Zellenräume ab. Die Decke und die Seitenwände sind reich bemalt, an den Seitenwänden mit Szenen aus dem Leben des Buddha.

Höhle 1
Vorhof mit Blick auf Seitengalerie und Veranda
Säule mit gedrehten Kanneluren, skulptiertem Kapitel und Architrav. Rechts befindet sich der Eingang zur Höhle
Bemalte Seitenwand mit zwei Zelleneingängen
Stirnseite mit Kultbildraum hinter Vorraum und bemalten Wänden
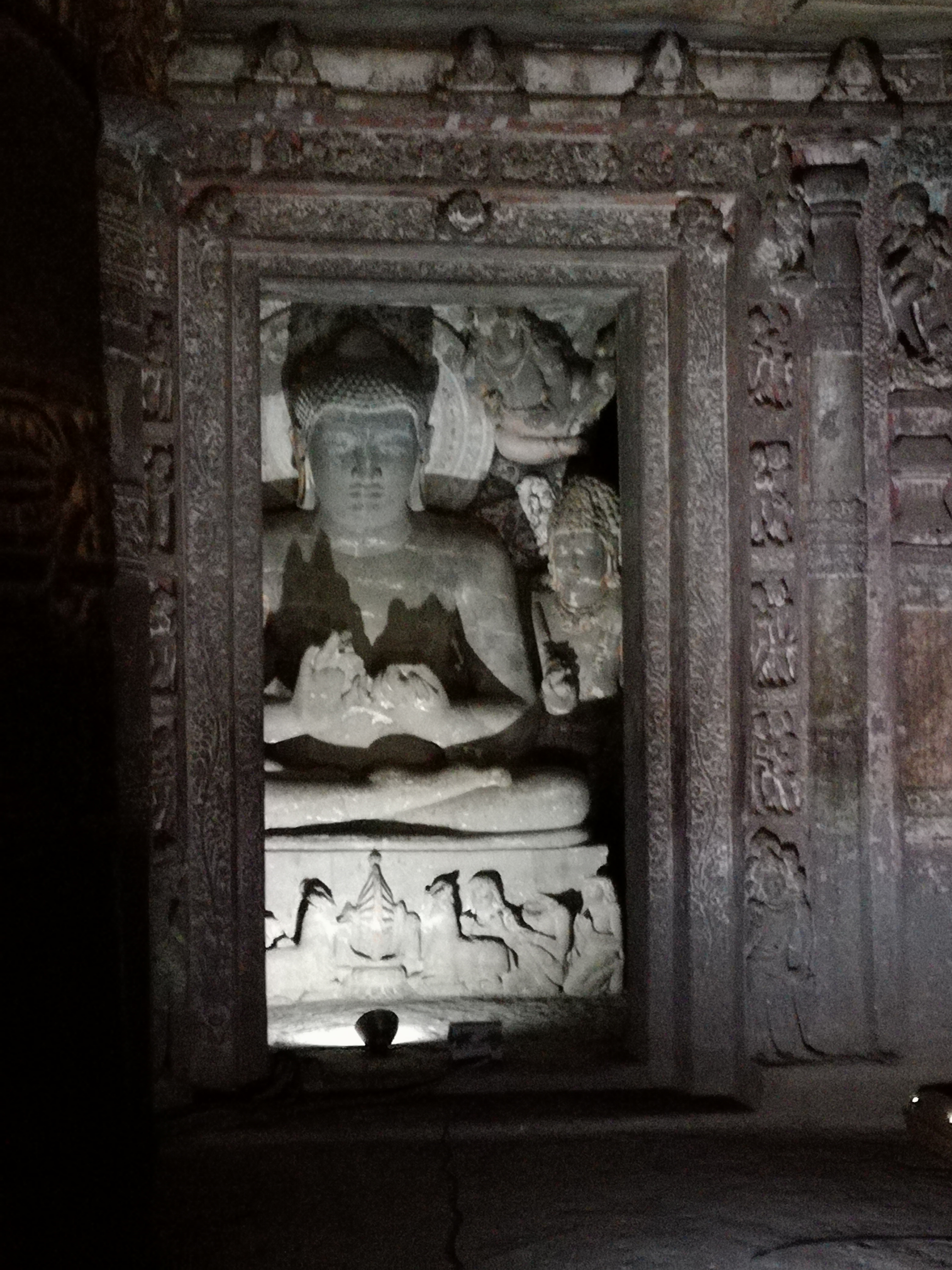
Blick vom Vorraum in Kultbildraum, Buddha mit seitlichem Bodhisattva

### Höhle 2
Höhle Nr. 2 ist ein Vihara mit vorgelagerter Veranda, rechteckigem Hauptraum von 35,7 m × 21,6 m mit einem Säulenumgang von 12 Säulen, von dem 10 Mönchszellen abgehen, einem Kultbildraum mit vorgelagertem, kleinen Vorraum in der Mitte der Stirnseite. Der Kultbildraum für den Buddha wird flankiert von zwei ebenfalls mit Doppelstützen abgetrennten Kapellen. Die eine ist Shankhanidhiti-Padmanidhi gewidmet, einer Gottheit die Wohlstand spendet, die andere Hariti-Panchika, die Mutterschaft personifiziert. Die Höhle ist bereits in der Veranda reich ausgemalt.

Höhle 2
Eingang von der Veranda in den Höhlenraum
Stirnseite mit Blick auf den Kultbildraum und die seitlichen Kapellenräume
Blick durch den Vorraum auf den Kultbildraum mit Buddhafigur
Bemalter Vorraum zum Kultbildraum
Bemalte Seitenwand mit Zelleneingang

### Höhle 4
Höhle 4 ist ein Vihara, mit vorgelagerter Veranda, reich skulptiertem Eingang, Säulenumgangshalle mit 28 achteckigen Stützen, 15 Zellen, links roh angefangener Kapelle und roh gearbeiteter Decke mit hängendem Felsgestein. Der Vorraum zum Kultbildraum mit Buddhafigur und seitlichen Bodhisattvas ist mit großen Bodhisattvafiguren in Halbrelief ausgestattet. Die Höhle 4 weist keine Malereien auf.

Höhle 4
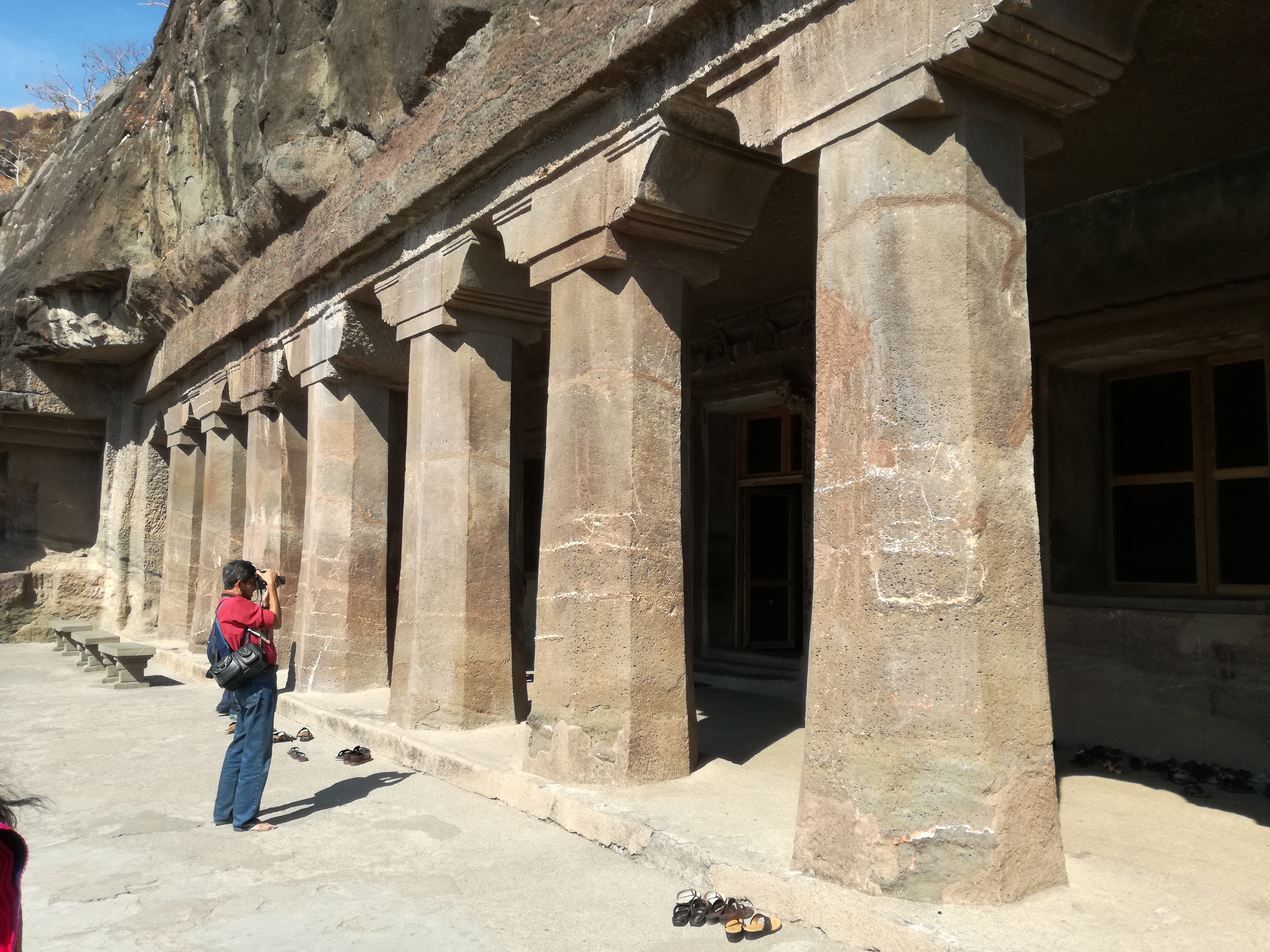
Veranda
Eingangstor
Relieffeld neben dem Eingang
Bild durch den Vorraum zum Kultbildraum mit Buddhafigur
Figuren im Vorraum zum Kultbildraum, der durch Säule in Bildmitte verdeckt ist
Zelle mit Nische

### Höhle 5
Höhle 5 ist unvollendet und sollte wohl ein Vihara werden. Hinter der niedrigen Veranda führt ein skulptiertes Eingangstor zu einem roh ausgehauenen Raum, in dem man den Anfang einer Säulenumgangshalle erkennen kann. Die Höhle ist auch deshalb interessant, weil sich hier Erkenntnisse zur Technik der Baumeister gewinnen lassen.

Höhle 5
Eingangstor
Blick durch den Eingang
Inneres

### Höhle 6
Höhle 6 ist ein doppelstöckiges Vihara. Das Erdgeschoss direkt hinter einer relativ schmucklosen Felsfassade bildet eine Pfleilerhalle mit 16 Stützen auf T-förmigem Grundriss, 17 Mönchszellen, Vorraum zum Kultbildraum mit Buddhafigur. Eine Treppe führt rechts vom Eingang ins Obergeschoss.
Das Obergeschoss verfügt im Unterschied zum Erdgeschoss über eine sich zum Tal hin öffnende Veranda mit Seitenräumen. Dahinter befindet sich ein Säulenumgangsraum mit 12 Pfeilern, stirnseitigem Kultbildraum mit Vorraum und seitenseitigen Kapellen, die von jeweils einer Doppelsäulenstellung markiert werden.

Höhle 6
Eingang Erdgeschoss
Erdgeschoss Durchblick
Erdgeschoss, Treppe zum Obergeschoss
Erd- und Obergeschoss
Obergeschoss Durchblick
Obergeschoss, Blick vom Vorraum zum Kultbildraum
Obergeschoss, Pfeiler mit Buddhakapitell
Blick auf eine der beiden Seitenkapellen

### Höhle 7
Höhle Nr. 7 ist ein Vihara, besitzt statt der galeriartigen Veranda zwei risalitartige Vorsprünge auf Säulen, eine quergelagerte Vorhalle mit erhöhten Seitenräumen. Von dieser Querhalle geht mittig direkt der Vorraum und der Kultbildraum mit zentraler Buddhafigur, seitlichen Bodhisattvas und Apsaras ab. Der Vihara bietet acht Mönchszellen.

Höhle 7
Risalitartiger Vorbau
Quergelagerte Vorhalle mit erhöhten Seitenräumen
Blick durch den Vorraum auf den Kultbildraum
Seitlicher Blick in den Kultbildraum

### Höhle 9
Höhle Nr. 9 ist eine Chaitya-Halle, also ein Kult- und Verehrungsbau ohne Wohnfunktionen. Sie bildet eine längserstreckte Halle mit halbrundem Abschluss und tonnenförmiger Decke aus. Ein Umgang mit flacher Decke ist mit 22 achteckigen Stützen von der Mittelhalle abgesetzt. Das Zentrum und Ziel der Halle bildet ein Stupa in der hinteren Abschlusszone.

Höhle 9
Fassade
Halle mit Stupa
Umgang mit Stützen
Fassade von innen

### Höhle 10
Höhle Nr. 10 ist eine Chaitya-Halle mit oktogonalen Pfeilern zum halbtonnengewölbeartig nach oben abgeschlossenen Seitenumgang. Sie ist höher und tiefer als die benachbarte Chaitya-Höhle 9.

Höhle 10
Blick zum Stupa
Blick in Umgang mit zwei Stützen
Fassade von innen

### Höhle 11
Höhle Nr. 11 ist ein Vihara, der höher gelegen, über eine Treppe erreichbar ist. Hinter der Veranda mit 4 Stützen ist der Säulenumgangsraum mit vier, elegant konkav gekurvten, achteckigen Stützen und Kissenkapitellen ausgebildet. Von ihm gehen sechs Zellen aus. Die Buddhafigur ist in ihrem Kultbildraum umschreitbar.

Höhle 11
Veranda
Blick zum Kultbildraum

### Höhle 12
Höhle Nr. 12 ist eine reine Wohnhöhle mit einem stützenlosen, niedrigen Zentralraum, von dem 12 Zellen abgehen. Die Zellen und Zellenzwischenräume sind mit Kudus geschmückt.

Höhle 12
Inneres
Zelleneingang mit Kudus

### Höhle 14
Höhle Nr. 14 bildet einen Doppelraum, der durch zwei Stützen in einen Vorder- und Hinterraum gegliedert ist. Im Hinterraum befindet sich ein Brunnen.

Ajanta, Höhle 14

### Höhle 15
Höhle Nr. 15 ist ein Vihara mit stützenlosem Raum mit Kultbildraum und neun Zellen. Es wird auch als Besucherinformationsbüro genutzt.

Höhle 15
Eingang
Blick zum Kultbildraum, rechts Besucherinformation
Zentrale Buddhafigur mit Beleuchtung von unten und „strengem“ Gesichtsausdruck
„lächelnde“ Buddhafigur mit Beleuchtung von links
Relieffelder mit thronendem Buddha und Buddha im Lotussitz

### Höhle 16
Höhle Nr. 16 ist ein Vihara erreichbar über einen von zwei Elefantenreliefs flankierten Treppenaufgang. Das Kloster ist das größte der Höhlenklöster von Ajanta und misst 19,5 m × 22,25 m × 4,6 m. Es verfügt über eine Veranda, eine quergelagerte Vorhalle und einen Säulenumgangsraum mit 20 Stützen, einen Kultbildraum ohne Vorraum, weitere Kapellen zu beiden Seiten und 14 Zellen.

Höhle 16
Aufgang mit Elefant links und darüber liegender Veranda
Eingang
Durchblick zum Kultbildraum
Kultbildraum
Seitenwand mit zwei Zelleneingängen und Malereien
Gebälkimmitationen in der Vorhalle

### Höhle 17
Höhle Nr. 17 ist ein Vihara mit Veranda, Säulenumgangsraum mit 20 oktogonalen Stützen und reichem Skulpturenschmuck, Kultbildraum mit Vorraum. In Höhle Nr. 17 haben sich besonders reiche Malereien erhalten.

Höhle 17
Durchblick zum Kultbildraum
Blick zum Kultbildraum mit Deckenmalerei
Blick schräg zum Kultbildraum mit Bodhisattva-Figur und Malerei auf Stirnwand
Malerei auf Seitenwand mit Zelleneingang
Malerei auf Eingangswand

### Höhle 19
Höhle Nr. 19 ist eine Chaityahalle. Auch die Felswände, die vor der Fassade eine Art Vorhof bilden, sind reich skulptiert. Im Inneren sind die Kapitelle und der Architrav mit Reliefs geschmückt. Das Gewölbe ahmt die Sparren einer Holzkonstruktion nach. Dem Stupa ist ein Relief mit stehender Buddhafigur vorgestellt.

Höhle 19
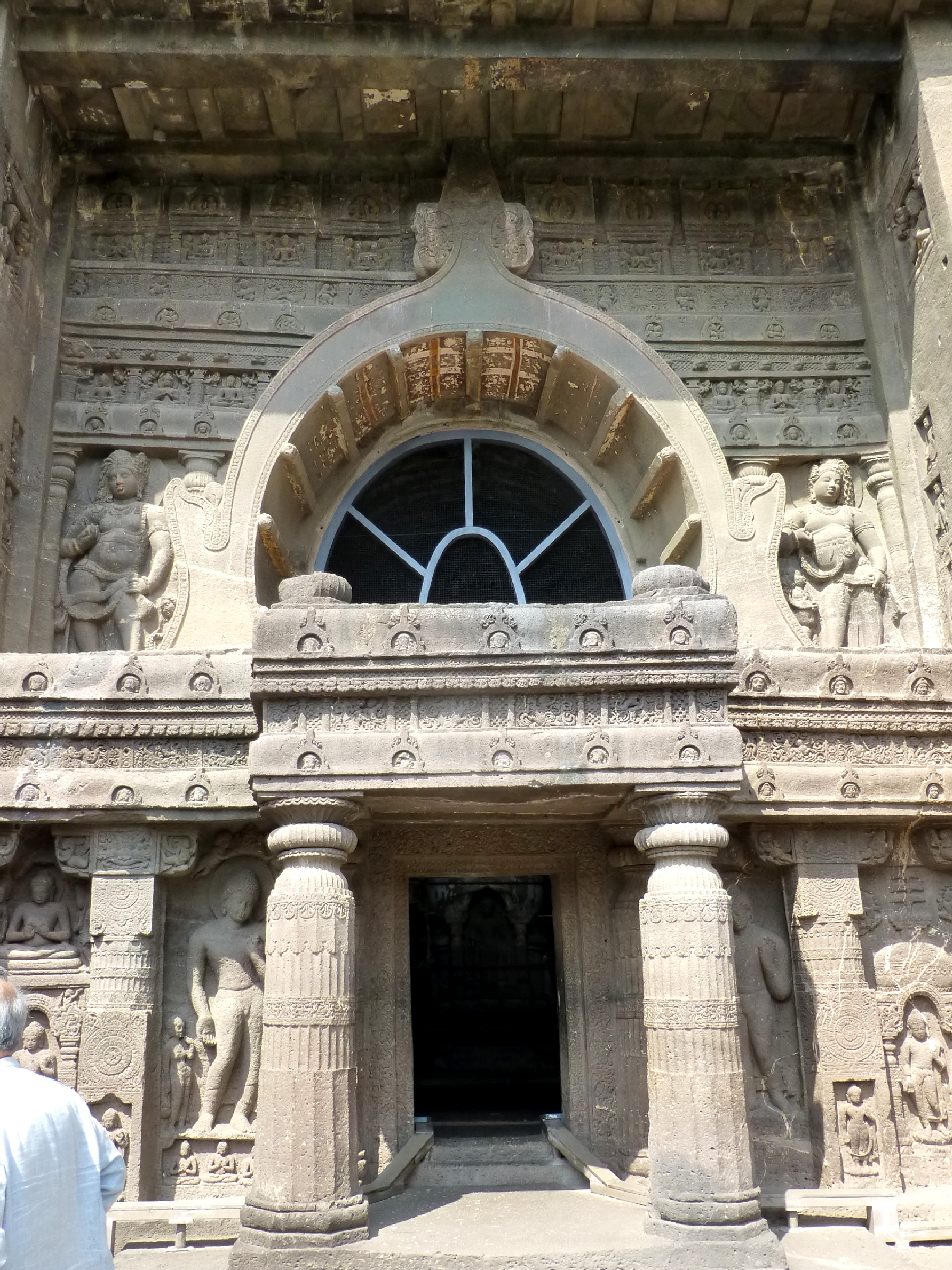
Fassade
Blick auf den Stupa
Kapitelle und Architrav mit Reliefschmuck
Buddhafeld im Architrav
Blick hinter den Stupa
Fassade von innen
Reliefs im Vorhof
Reflieffelder seitlich rechts der Fassade
Thronender Buddha in Vorhof

### Höhle 20
Höhle Nr. 20 in ein Vihara mit Veranda, Zentralraum, Kultbildraum mit Vorraum und zusätzlichem seitlichem Buddhabild an der Stirnwand und vier Zellen.

Höhle 20
Veranda mit Eingang
Durchblick zum Kultbildraum und seitlicher Buddhafigur
Seitliche Buddhafigur
Blick durch den Vorraum zum Kultbildraum
Zelleneingang mit Supraportarelief

### Höhle 21
Höhle Nr. 21 ist ein Vihara mit Veranda, Säulenumgangsraum mit 12 Stützen, Kultbildraum mit Vorraum und seitlichen Vorräumen zu Zellen.

Höhle 21
Veranda mit Eingang
Seitenraum der Veranda
Eingangsportal
Durchblick zum Kultbildraum
Durchblick zu seitlichem Vorraum mit Zelleneingang
Malerei über Zelleneingang
Malerei an der Unterseite von Kapitellen und Unterzügen

### Höhle 23
Höhle Nr. 23 ist ein Vihara mit Veranda, Säulenumgangsraum mit 12 Stützen, leerem Kultbildraum mit Vorraum, Seitenkapellen und 12 Zellen.

Höhle 23
Veranda mit Eingang
Eingangsportal
Durchblick zum leeren Kultbildraum
Blick aus dem Kultbildraum zum Eingang
Seitenkapelle mit Durchgang
Kapitell
Veranda mit Seitenraum

### Höhle 24
Höhle Nr. 24 sollte ein Vihara mit Veranda (fertiggestellt), Säulenumgangsraum und Kultbildraum mit Vorraum werden. Die Anlage blieb unvollendet und gibt eine Vorstellung vom Vorgehen der Baumeister.

Höhle 24
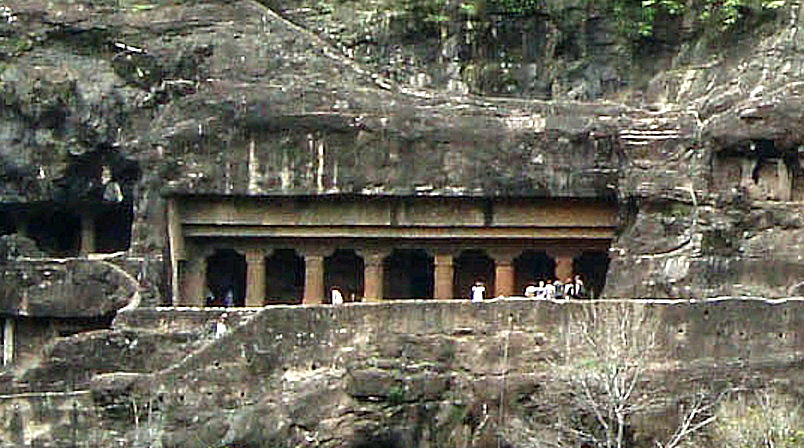
Veranda
Veranda mit Eingang
Durchblick zur Stirnwand
Blick zur Seite
Blick in den Umgangsraum

### Höhle 26
Höhle Nr. 26 ist eine Chaityahalle mit prächtig ausgearbeiteter Fassade. Dem Stupa ist eine Buddhafigur vorgestellt. Kapitelle und Architrav sind reich skulptiert, im Umgang sind an den Seitenwänden großformatige Reliefs aus dem Leben des Buddha aus dem Fels gearbeitet. Das Gewölbe weist eine funktional nicht notwendige Sparrenstruktur auf, die auf (nicht erhaltene) Holzbauten verweist und einen dramatischen Wechsel von Hell und Dunkel bewirkt.

Höhle 26
Fassade
Eingangsportal
Blick zum Stupa
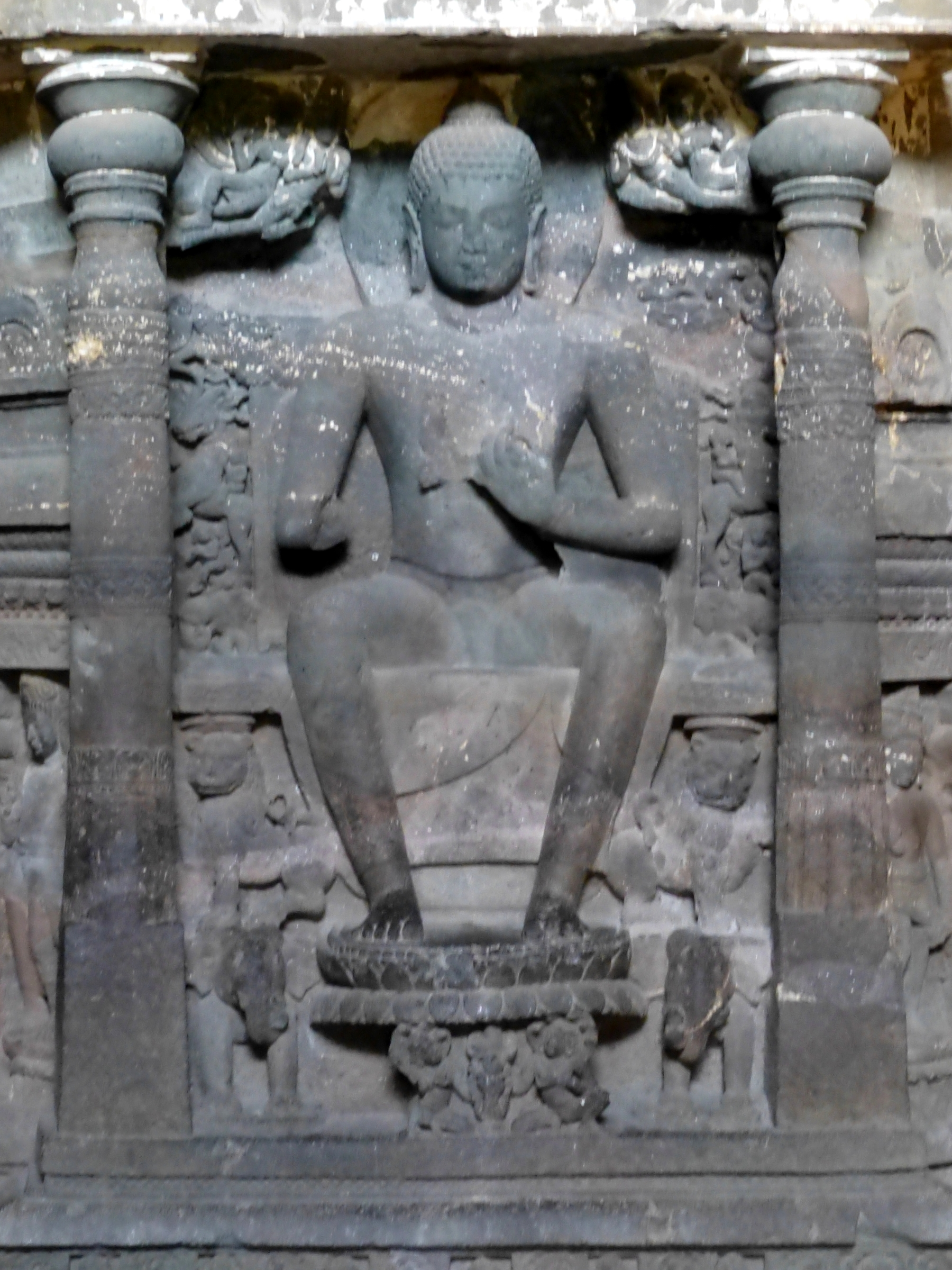
Thronende Buddhafigur vor dem Stupa
Säulen, Architrav und Gewölbeansatz
Relief im Umgang
Relief liegender Buddha in Umgang
Buddharelief im Umgang

## Tourismus

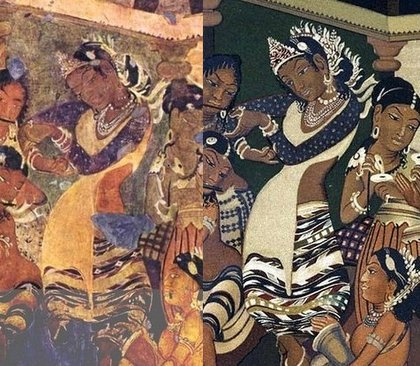
Malerei in Höhle 1 (heutiger und ehemaliger Zustand)

Trotz der Abgeschiedenheit Ajantas bedroht der Tourismus die teilweise etwa 2100 Jahre alten Malereien zunehmend; in einigen Höhlen wurden daher feste Barrieren installiert, um die Malereien vor häufig auftretender, mutwilliger Zerstörung zu schützen – außerdem wurden viele Gemälde mit Plexiglasscheiben gesichert. Zeitweise erhöhte Werte der Luftfeuchtigkeit, verursacht durch große Mengen von Besuchern in den Tempeln, haben die Deckenmalereien in einigen Höhlen bereits irreversibel beschädigt. Das Fotografieren mit Blitzlicht ist in den wenig beleuchteten Höhlen mittlerweile untersagt, um die Malereien vor weiterem Verfall zu schützen. Das Fotografieren mit Stativ ist ebenfalls untersagt.